# Bélanger Island
Bélanger Island är en ö i Kanada.   Den ligger i territoriet Nunavut, i den östra delen av landet, 1 200 km norr om huvudstaden Ottawa. Arean är 21,6 kvadratkilometer.
Terrängen på Bélanger Island är platt. Öns högsta punkt är 121 meter över havet. Den sträcker sig 9,2 kilometer i nord-sydlig riktning, och 5,1 kilometer i öst-västlig riktning.
Trakten runt Bélanger Island är nära nog obefolkad, med mindre än två invånare per kvadratkilometer.